# Тетрастаннид триникеля
Тетрастаннид триникеля — бинарное интерметаллическое неорганическое соединение
никеля и олова
с формулой Ni3Sn4,
кристаллы.

## Получение
- Сплавление стехиометрических количеств чистых веществ:

{\displaystyle {\mathsf {3Ni+4Sn\ {\xrightarrow {795^{o}C}}\ Ni_{3}Sn_{4}}}}

## Физические свойства
Тетрастаннид триникеля образует кристаллы
моноклинной сингонии,
пространственная группа C 2/m,
параметры ячейки a = 1,2198 нм, b = 0,4053 нм, c = 0,5177 нм, β = 103,78°, Z = 2
.
Соединение образуется по перитектической реакции при температуре 794,5°C
.